# هخامنش نائیج
هخامنش نائیج ونوش (زادهٔ ۷ فروردین ۱۳۷۰ در شهرستان نور)، بازیکن فوتبال اهل ایران است که در پست هافبک بازی می‌کند. او هم‌اکنون عضو باشگاه باشگاه فوتبال پیکان حاضر در لیگ برتر خلیج فارس است.